# Ranran Suzuki
Pour les articles homonymes, voir Suzuki (homonymie).
 (mai 2025).
Si vous disposez d'ouvrages ou d'articles de référence ou si vous connaissez des sites web de qualité traitant du thème abordé ici, merci de compléter l'article en donnant les références utiles à sa vérifiabilité et en les liant à la section « Notes et références ».
Ranran ou Ran Ran Suzuki (鈴木蘭々, Suzuki Ranran, alias LANLAN ou Lan Lan Suzuki), de son vrai nom Tomoko Suzuki (鈴木智子, Suzuki Tomoko, née le 3 août 1975 à Tokyo, Japon) est une actrice, ex-chanteuse et idole japonaise dans les années 1990. 

## Biographie
Elle débute en tournant des publicités, et obtient son premier rôle dans un drama (série télévisée) en 1992. En 1994, elle anime une émission pour enfant, Ponkikies, en duo avec la future star Namie Amuro sous le nom Sister Rabbits, déguisées en lapin, interprétant le thème de l'émission. Elle tourne également cette même année avec Amuro et Yuki Uchida dans un drama adapté du roman La Traversée du temps. Elle sort aussi deux albums et une dizaine de singles entre 1994 et 1998 chez Sony Music, en tant que "Ranran Suzuki". Elle sort un ultime single en 2001, cette fois chez avex, sous le nom "LANLAN", probablement pour des raisons légales, et utilise désormais plutôt la transcription "LANLAN" ou "Lan Lan" Suzuki.

## Discographie

### Albums
- Bottomless Witch (1996/3/21)
- One and Only (1996/11/21)

### Singles
- Magic of Love (1994/11/21)
- 泣かないぞェ (1995/8/8
- Nande, Nande, NANDE? (1996/1/1)
- kiss (1996/6/21)
- magic (1996/8/8)
- ・・・of you (1996/11/1)
- Who Who Who (1997/3/31)
- Shoobie Doobie Doing! (1997/7/1)
- Kimi to Boku (1998/5/1)

- Be With You (2001/12/27) (en tant que "LANLAN")

Collaboration
- Issun Momo Kintarou (一寸桃金太郎) (1995/06/10), par Sister Rabbits (シスターラビッツ) (duo avec Namie Amuro)

## Filmographie

### Au cinéma
- 1995 : Love Letter de Shunji Iwai : Sanae Oikawa
- 2004 : Overdrive (オーバードライヴ?) de Takefumi Tsutsui
- 2006 : Soredemo boku wa yattenai (それでもボクはやってない?) de Masayuki Suo : Yoko Doi
- 2007 : Yajikita dōchū: Teresuko (ja) (やじきた道中 てれすこ?) de Hideyuki Hirayama

### À la télévision
- 1992 : Ghost Soup (Fuji TV)
- 1993 : Shonan joshiryo monogatari (TV Asahi)
- 1994 : Toki o kakeru shojo (Fuji TV) (adaptation du roman La Traversée du temps)
- 1995 : 100 oku no otoko (Fuji TV)
- 1995 : Okami sandai onna no tatakai (TBS)
- 1995 : Aishiteiru to ittekure (TBS)
- 1997 : Wild de Iko (NTV)
- 1998 : San shimai tantei dan (NTV)
- 2003 : Toshishita no otoko (TBS)
- 2006 : Kiraware matsuko no issho (TBS)
- 2007 : Dondo bare (NHK)
- 2008 : Osen (NTV)